# Blum Blum Shub
Blum Blum Shub – generator liczb pseudolosowych (PRNG) postaci:
{\displaystyle x_{n+1}=(x_{n})^{2}{\bmod {M}},}
gdzie {\displaystyle x_{n}} to kolejne stany, a {\displaystyle M} to iloczyn dwóch dużych liczb pierwszych {\displaystyle p} i {\displaystyle q} dających w dzieleniu przez 4 resztę 3 (dzięki czemu każda reszta kwadratowa modulo {\displaystyle p} ma jeden pierwiastek kwadratowy, który także jest resztą kwadratową), i mających możliwie mały {\displaystyle \operatorname {NWD} (\phi (p-1),\phi (q-1)),} a {\displaystyle \phi } jest funkcją Eulera (co zapewnia długi cykl). Wynikiem generatora jest kilka ostatnich bitów {\displaystyle x_{n}.}
Generator ten jest dość powolny, za to bardzo bezpieczny. Przy odpowiednich założeniach, odróżnienie jego wyników od szumu jest równie trudne jak faktoryzacja {\displaystyle M,} tak więc jest stosowany głównie w kryptografii. Może się zdarzyć, że znaleziony zostanie szybki algorytm faktoryzacji i Blum Blum Shub przestanie być bezpieczny.
Algorytm został po raz pierwszy opisany w pracy: L. Blum, M. Blum, M. Shub, A Simple Unpredictable Pseudo-Random Number Generator, „SIAM Journal on Computing”, vol. 15, s. 364–383, May 1986.